# Потлач (Айдахо)
Потлач (на английски: Potlatch, звуков файл и буквени символи за окончанието Лач ) е град в окръг Лата, щата Айдахо, САЩ. Потлач е с население от 791 жители (2000) и обща площ от 0,9 km². Намира се на 776 m надморска височина. ЗИП кодът му е 83855, а телефонният му код е 208.